# Albert Elis
Albert Elis (27. september 1913 – 24. jul 2007) bio je američki psiholog koji je 1955. godine razvio racionalno emocionalno bihejvioralnu teoriju (REBT). On je magistrirao i doktorirao kliničku psihologiju na Univerzitetu Kolumbija i pri Američkom odboru za profesionalnu psihologiju (ABPP). On je takođe osnovao i decenijama bio predsednik Instituta Albert Elis sa sedištem u Njujorku. On se generalno smatra jednim od pokretača promene kognitivne revolucionarne paradigme u psihoterapiji i ranim zagovornikom kognitivno-bihevioralne terapije.
Na osnovu profesionalnog istraživanja američkih i kanadskih psihologa iz 1982. godine, on je smatran drugim najuticajnijim psihoterapeutom u istoriji (Karl Rodžers je bio na prvom mestu u anketi, a Sigmund Frojd na trećem mestu). Časopis Psihologija danas napominje, „Nijedan pojedinac, čak ni sam Frojd, nije imao veći uticaj na modernu psihoterapiju.”

## Detinjstvo i mladost
Elis je rođen u Pitsburgu u Pensilvaniji, a odrastao je u okrugu Bronks Njujork Sitija od malih nogu. Njegovi baba i deda sa očeve strane su bili jevrejski imigranti iz Ruskog carstva , dok je njegov deda sa majčine strane poticao iz Galicije u Poljskoj, u tadašnjoj Austrougarskoj. On je bio je najstarije od troje dece. Elisov otac, Hari, bio je trgovački posrednik, često van kuće na poslovnim putovanjima, koji je, kako se izveštava, pokazao veoma malo naklonosti prema svojoj deci. Do tinejdžerskih godina njegovi roditelji su se razveli, i on je živeo isključivo sa majkom.

## Bibliografija
- The Folklore of Sex, Oxford, England: Charles Boni, 1951.
- The Homosexual in America: A Subjective Approach (introduction). NY: Greenberg, 1951.
- Sex Beliefs and Customs, London: Peter Nevill, 1952.
- The American Sexual Tragedy. NY: Twayne, 1954.
- Sex Life of the American woman and the Kinsey Report. Oxford, England: Greenberg, 1954.
- The Psychology of Sex Offenders. Springfield, IL: Thomas, 1956.
- How To Live with a Neurotic. Oxford, England: Crown Publishers, 1957.
- Sex Without Guilt. NY: Hillman, 1958.
- The Art and Science of Love. NY: Lyle Stuart, 1960.
- A Guide to Successful Marriage, with Robert A. Harper. North Hollywood, CA: Wilshire Book, 1961.
- Creative Marriage, with Robert A. Harper. NY: Lyle Stuart, 1961.
- A Guide to Rational Living. Englewood Cliffs, N.J., Prentice-Hall, 1961.
- The Encyclopedia of Sexual Behavior, edited with Albert Abarbanel. NY: Hawthorn, 1961.
- The American Sexual Tragedy, 2nd Ed. rev. NY: Lyle Stuart, 1962.
- Reason and Emotion in Psychotherapy. NY: Lyle Stuart, 1962.
- Sex and the Single Man. NY: Lyle Stuart, 1963.
- If This Be Sexual Heresy. NY: Lyle Stuart, 1963.
- The intelligent woman's guide to man-hunting. NY: Lyle Stuart, 1963.
- Nymphomania: A Study of the Oversexed Woman, with Edward Sagarin. NY: Gilbert Press, 1964.
- Homosexuality: Its causes and Cures. NY: Lyle Stuart, 1965.
- The Art of Erotic Seduction, with Roger Conway. NY: Lyle Stuart, 1967.
- Is Objectivism a Religion?. NY: Lyle Stuart, 1968.
- Murder and Assassination, with John M. Gullo. NY: Lyle Stuart, 1971.
- The Civilized Couple's Guide to Extramarital Adventures. Pinnacle Books. Inc, 1972.
- Ellis, Albert (1972). Executive Leadership: A Rational Approach. Institute for Rational Living. ISBN 978-0-917476112..
- Humanistic Psychotherapy, NY McGraw, 1974 Sagarin ed.
- A New Guide to Rational Living. Wilshire Book Company. Ellis, Albert; Harper, Robert Allan (1975). A New Guide to Rational Living. Wilshire Book Company. ISBN 978-0-87980-042-0..
- Sex and the Liberated Man, Secaucus, NJ: Lyle Stuart. Ellis, Albert (1976). Sex and the Liberated Man. L. Stuart. ISBN 978-0-8184-0222-7.
- Anger: How to Live With and Without It. Secaucus, NJ: Citadel Press. 1977. ISBN 978-0-8065-0937-2..
- Handbook of Rational-Emotive Therapy, with Russell Greiger & contributors. NY: Springer Publishing, 1977.
- with William J. Knaus. Institute for Rational Living (1977). Overcoming Procrastination: Or How to Think and Act Rationally in Spite of Life's Inevitable Hassles. ISBN 978-0-917476-04-4..
- How to Live With a Neurotic. Wilshire Book Company. Ellis, Albert (1979). How to Live with a Neurotic: At Home and at Work. Wilshire Book Company. ISBN 978-0-87980-404-6..
- Overcoming Resistance: Rational-Emotive Therapy With Difficult Clients. NY: Springer Publishing. Ellis, Albert (1985). Overcoming Resistance: Rational-emotive Therapy with Difficult Clients. Springer. ISBN 978-0-8261-4910-7..
- When AA Doesn't Work For You: Rational Steps to Quitting Alcohol, with Emmett Velten. Barricade Books. Ellis, Albert; Velten, Emmett Charlton (1992). When AA Doesn't Work for You: Rational Steps to Quitting Alcohol. Barricade Books. ISBN 978-0-942637-53-3..
- The Art and Science of Rational Eating, with Mike Abrams and Lidia Abrams. Barricade Books. Ellis, Albert; Abrams, Michael; Dengelegi, Lidia (1992). The Art & Science of Rational Eating. Barricade Books. ISBN 978-0-942637-60-1..
- How to Cope with a Fatal Illness, with Mike Abrams. Barricade Books. Ellis, Albert; Abrams, Michael (1994). How to Cope with a Fatal Illness: The Rational Management of Death and Dying. Barricade Books. ISBN 978-1-56980-005-8..
- Reason and Emotion in Psychotherapy, Revised and Updated. Secaucus, NJ: Carol Publishing Group. Ellis, Albert (1994). Reason and Emotion in Psychotherapy. Carol Publishing. ISBN 978-1-55972-248-3..
- How to Keep People from Pushing Your Buttons, with Arthur Lange. Citadel Press. Ellis, Albert; Lange, Arthur J. (1995). How to Keep People from Pushing Your Buttons. Citadel Press. ISBN 978-0-8065-1670-7..
- Alcohol: How to Give It Up and Be Glad You Did, with Philip Tate Ph.D. See Sharp Press. Tate, Philip (1996). Alcohol: How to Give It up and be Glad You Did. See Sharp Press. ISBN 978-1-884365-10-2..
- Rational Interviews, with Stephen Palmer, Windy Dryden and Robin Yapp, (Eds). London: Centre for Rational Emotive Behaviour Therapy. Rational Interviews. Centre for Rational Emotive Behaviour Therapy. 1995. ISBN 978-0-9524605-0-3..
- Better, Deeper, and More Enduring Brief Therapy: The Rational Emotive Behavior Therapy Approach Brunner/Mazel Publishers, NY. Ellis, Albert (1996). Better, Deeper, and More Enduring Brief Therapy: The Rational Emotive Behavior Therapy Approach. Psychology Press. ISBN 978-0-87630-792-2..
- Stress Counselling: A Rational Emotive Behaviour Approach, with Jack Gordon, Michael Neenan and Stephen Palmer. London: Cassell. Ellis, Albert (1997). Stress Counselling: A Rational Emotive Behaviour Approach. Cassell. ISBN 978-0-304-33469-8..
- How to Control Your Anger Before It Controls You, with Raymond Chip Tafrate. Citadel Press. Ellis, Albert; Tafrate, Raymond Chip (1998). How to Control Your Anger Before It Controls You. Citadel Press. ISBN 978-0-8065-2010-0..
- Optimal Aging: Get Over Getting Older, with Emmett Velten. Chicago, Open Court Press. Ellis, Albert; Velten, Emmett Charlton (1998). Optimal Aging: Get over Getting Older. Open Court. ISBN 978-0-8126-9383-6..
- How to Stubbornly Refuse to Make Yourself Miserable About Anything: Yes, Anything", Lyle Stuart. Ellis, Albert (2000). How to Stubbornly Refuse to Make Yourself Miserable About Anything--Yes, Anything. Lyle Stuart. ISBN 978-0-8184-0456-6..
- Making Intimate Connections: Seven Guidelines for Great Relationships and Better Communication, with Ted Crawford. Impact Publishers. Ellis, Albert; Crawford, Ted (2000). Making Intimate Connections: 7 Guidelines for Great Relationships and Better Communication. Impact Publishers. ISBN 978-1-886230-33-0..
- The Secret of Overcoming Verbal Abuse: Getting Off the Emotional Roller Coaster and Regaining Control of Your Life, with Marcia Grad Powers. Wilshire Book Company. Ellis, Albert; Powers, Marcia Grad (2000). The Secret of Overcoming Verbal Abuse: Getting off the Emotional Roller Coaster and Regaining Control of Your Life. Wilshire Book Company. ISBN 978-0-87980-445-9..
- Counseling and Psychotherapy With Religious Persons: A Rational Emotive Behavior Therapy Approach, Stevan Lars Nielsen, W. Brad Johnson, and Albert Ellis. Mahwah, NJ: Lawrence Erlbaum Associates. Nielsen, Stevan Lars; Brad Johnson, W.; Ellis, Albert (2001). Counseling and Psychotherapy with Religious Persons: A Rational Emotive Behavior Therapy Approach. L. Erlbaum Associates. ISBN 978-0-8058-2878-8..
- Ellis, Albert (2001). Overcoming Destructive Beliefs, Feelings, and Behaviors: New Directions for Rational Emotive Behavior Therapy. Prometheus Books. ISBN 978-1-57392-879-3..
- Feeling Better, Getting Better, Staying Better: Profound Self-Help Therapy For Your Emotions. Impact Publishers. Ellis, Albert (2001). Feeling Better, Getting Better, Staying Better: Profound Self-help Therapy for Your Emotions. Impact Publishers. ISBN 978-1-886230-35-4..
- Case Studies in Rational Emotive Behavior Therapy With Children and Adolescents, with Jerry Wilde. Upper Saddle River, NJ: Merrill/Prentice Hall. Ellis, Albert; Wilde, Jerry (2002). Case Studies in Rational Emotive Behavior Therapy with Children and Adolescents. Merrill/Prentice Hall. ISBN 978-0-13-087281-4..
- NY: Springer Publishing. Phd, Albert Ellis (2002). Overcoming Resistance: A Rational Emotive Behavior Therapy Integrated Approach (2nd изд.). Springer. ISBN 978-0-8261-4912-1..
- Ask Albert Ellis: Straight Answers and Sound Advice from America's Best-Known Psychologist. Impact Publishers. Ellis, Albert (2003). Ask Albert Ellis: Straight Answers and Sound Advice from America's Best Known Psychologist. Impact Publishers. ISBN 978-1-886230-51-4..
- Ellis, Albert (2003). Sex Without Guilt in the 21st Century. Barricade Books. ISBN 978-1-56980-258-8..
- Dating, Mating, and Relating. How to Build a Healthy Relationship, with Robert A. Harper. Citadel Press Books. Ellis, Albert (2003). Dating, Mating, and Relating: How to Build a Healthy Relationship. Kensington Publishing Corporation. ISBN 978-0-8065-2454-2.
- Ellis, Albert (2004). Rational Emotive Behavior Therapy: It Works For Me—It Can Work For You. Prometheus Books. ISBN 978-1-59102-184-1..
- Ellis, Albert (2004). The Road to Tolerance: The Philosophy of Rational Emotive Behavior Therapy. Prometheus Books. ISBN 978-1-59102-237-4..
- Ellis, Albert (2005). The Myth of Self-esteem: How Rational Emotive Behavior Therapy Can Change Your Life Forever. Prometheus Books. ISBN 978-1-59102-354-8..
- with Catharine MacLaren. Impact Publishers (2005). Rational Emotive Behavior Therapy: A Therapist's Guide (2nd изд.). ISBN 978-1-886230-61-3..
- How to Make Yourself Happy and Remarkably Less Disturbable. Impact Publishers. Ellis, Albert (1999). How to Make Yourself Happy and Remarkably Less Disturbable. Impact Publishers. ISBN 978-1-886230-18-7..
- With Michael E. Bernard (Eds.). Springer SBM. Ellis, Albert; Bernard, Michael E. (2006). Rational Emotive Behavioral Approaches to Childhood Disorders • Theory, Practice and Research (2nd изд.). Springer. ISBN 978-0-387-26374-8.
- Growth Through Reason: Verbatim Cases in Rational-Emotive Therapy. Science and Behavior Books.. Palo Alto, California. 1971.
- Ellis, Albert; Joffe-Ellis, Debbie (2009). All Out!: An Autobiography. Prometheus Books. ISBN 978-1-59102-452-1..
- Rational Emotive Behavior Therapy, American Psychological Association. Ellis, Albert; Joffe-Ellis, Debbie (2011). Rational Emotive Behavior Therapy. American Psychological Association. ISBN 978-1-4338-0961-3.
- How to Master Your Fear of Flying. Institute Rational Emotive Therapy. Ellis, Albert (1977). How to Master Your Fear of Flying. Albert Ellis Institute. ISBN 978-0-917476-10-5..
- Ellis, Albert (2000). How to Control Your Anxiety Before It Controls You. Citadel Press. ISBN 9780806521367..
- Are Capitalism, Objectivism, And Libertarianism Religions? Yes!: Greenspan And Ayn Rand Debunked. CreateSpace Independent Publishing Platform. Ellis, Albert (2007). Are Capitalism, Objectivism, and Libertarianism Religions? Yes!: Greenspan and Ayn Rand Debunked. CreateSpace Independent Publishing Platform. ISBN 9781434808851.
- with Mike Abrams, PhD, and Lidia Abrams, PhD. New York: Sage Press, 7/. Ellis, Albert; Abrams, Mike; Abrams, Lidia (2008). Theories of Personality: Critical Perspectives. ISBN 978-1-4129-1422-2.. (This was his final work, published posthumously).

## Literatura
- Albert Ellis (2008). Theories of Personality: Critical Perspectives.. with Mike Abrams, PhD, and Lidia Abrams, PhD. New York: Sage Press,
- Edrita Fried (© 1951, 1961 by Albert Ellis), On Love and Sexuality, New York: Grove Press.
- Emmett Velten. Under the Influence: Reflections of Albert Ellis in the Work of Others. See Sharp Press.. 2007
- Emmett Velten. Albert Ellis: American Revolutionary. See Sharp Press.. 2009
- Albert Ellis. Rational Emotive Behavior Therapy: It Works for Me – It Can Work for You by Albert Ellis. Prometheus Books.. 2004
- Joseph Yankura and Windy Dryden. Albert Ellis (Key Figures in Counselling and Psychotherapy series). Sage Publications.. 1994

## Spoljašnje veze
- The Albert Ellis Institute (New York City)
- The REBT Network – Albert Ellis and Rational Emotive Behavior Therapy
- Albert-Ellis-Friends.Net: A Rational Oasis Архивирано на веб-сајту  (8. октобар 2007)
- Albert Ellis Biography Site
- Albert Ellis Information Site
- Association for Rational Emotive Behaviour Therapy
- Wife of Dr Albert Ellis and REBT Teacher, Author, Presenter and Practitioner
- REBT Practitioner, Lecturer & Author
- Information site on REBT with Dr Ellis' wife: Dr Joffe Ellis
- Psychotherapy.net: An Interview with Albert Ellis
- Santa Maria Times: Dr. Albert Ellis and his legacy Архивирано на веб-сајту  (20. новембар 2008)
- Ellis' classic A Guide To Rational Living - a brief introduction
- Boston Herald: Shrink was ours for a song – One last refrain for Albert Ellis
- Prospect Magazine: Portrait – Albert Ellis